# عيون (مسلسل)
مسلسل عيون هو مسلسل مصري كوميدي من إنتاج عام 1980م.

## الأبطال
- فؤاد المهندس[مختار]
- يونس شلبي[حيرم]
- شيرين[كريمة بنت مختار]
- سناء جميل[رأفت زوجة مختار]
- المنتصر بالله[صفوت شقيق رأفت]
- فؤاد خليل[الدكتور سمير]
- إبراهيم قدرى[إبراهيم موظف عند مختار]
- محمد أبو الحسن[خادم في منزل مختار]

## قصة المسلسل
تدور أحداث القصة حول (مختار الإسكندراني) محام مشهور ناجح، ولكنه يعاني من مشكلة وهي المشي أثناء النوم، تجد زوجته في أحد جيوبه صورة لفتاة جميلة تم اغتيالها في جريمة غامضة، فتبدأ الشكوك حوله، ويقوم خطيب ابنته (حيرم) بمساعدته، وعرضه على طبيب نفسي للتأكد من حالته ومعالجته.